# William Bain Thomas
William Bain Thomas, britanski general, * 1898, † 1967.